# Pierre Marie Auguste Broussonet
Pierre Marie Auguste Broussonet (Montpellier, 19 de janeiro de 1761 – Montpellier, 27 de julho de 1807) foi um médico e naturalista francês. 

## Biografia
Depois de uma viagem à Inglaterra, começou a granjear a sua reputação, sendo substituto de Daubenton no College de France (1783) e na Escola Veterinária (1784) e como membro da Academia de Ciências (1785). Eleito deputado à assembleia legislativa, foi suspeito de ser um girondino sob a Convenção, viu-se forçado a expatriar-se. Com efeito, terá conseguido fugir de França, rumo ao Reino Unido, com a ajuda do cientista português Abade Correia da Serra, a pedido do presidente da Royal Society, Sir Joseph Banks.
De volta à França (1796), foi nomeado professor de botânica em Montpellier. Enriqueceu a ciência com trabalhos notáveis sobre peixes e vários estudos sobre botânica. 
Foi o responsável, ainda, por introduzir em França o primeiro rebanho merino e as cabras angorá. No final da vida, Broussonet sofreu um ataque apoplético, perdendo a memória para os nomes próprios e os substantivos. A sua principal obra publicada foi ao prelo com o título «Elenchus plantarum horti Montispeliensis».
Traduziu, ainda, obras como Histoire des découvertes et des voyages faits dans le Nord, de Johann Reinhold Forster. 